# Pavol Macek
Pavol Macek, též Pavel Macek (20. června 1886 Čáčov – 7. dubna 1970 Bratislava), byl československý politik a poslanec Národního shromáždění republiky Československé za Republikánskou stranu zemědělského a malorolnického lidu (agrárníky).

## Biografie
Podle údajů k roku 1925 byl profesí rolníkem v Čáčově. Zde se stal po vzniku Československa prvním popřevratovým starostou.
V parlamentních volbách v roce 1925 získal mandát v Národním shromáždění.